# Iovan Iorgovan
Iovan Iorgovan est un personnage de la mythologie roumaine, similaire à Hercule selon certains aspects. Dans la légende, Iovan est appelé « fiu de Ramlean » ce qui peut être traduit par « Fils de Rome ».